# Signal Hill (Californië)
Signal Hill is een plaats (city) in Los Angeles County, in het zuiden van de Amerikaanse staat Californië

## Geografie
Volgens het United States Census Bureau beslaat de plaats een oppervlakte van 5,673 km², waarvan 0,004 km² (0,08%) water. Signal Hill ligt in de Greater Los Angeles Area en is volledig omgeven door Long Beach.

## Geschiedenis
De stad is vernoemd naar een 110 meter hoge heuvel die omgeven wordt door Long Beach. De Tongva-indianen gebruikten de heuvel om er rooksignalen uit te zenden. Toen de Spanjaarden Alta California ontdekten, werd Signal Hill opgenomen in de eerste grote Spaanse rancho in het gebied. De 300 km² grote rancho werd door de gouverneur aan Juan Jose Dominguez geschonken, een soldaat die Junípero Serra begeleidde.
In de vroege 20e eeuw werd de heuvel door de Balboa Amusement Producing Company uit Long Beach gebruikt om er buitenshots te maken. Er werden ook grote huizen op Signal Hill gebouwd. Op de lager gelegen gronden kweekte men fruit, groenten en bloemen.
Signal Hill onderging een drastische verandering toen er olie werd ontdekt. De heuvel ligt in het Long Beach Oil Field, een van de meest productieve olievelden ter wereld. Al snel stonden er meer dan 100 boortorens op Signal Hill. Het stekelige aanzien van de heuvel leverde haar de bijnaam "Porcupine Hill" ('stekelvarkenheuvel') op. Op 22 april 1924 werd de stad Signal Hill - langs alle kanten omgeven door Long Beach - geïncorporeerd. Op die manier kon men de beperkingen en belastingen van Long Beach ontlopen in Signal Hill. Tegenwoordig zijn de meeste boortorens en jaknikkers weg. De stad is nu een mengeling van residentiële en commerciële gebieden.
De eerste burgemeester van Signal Hill, Jessie Nelson, was tevens de eerste vrouwelijke burgemeester van Californië.

## Demografie
Bij de volkstelling in 2000 werd het aantal inwoners vastgesteld op 9.333. Volgens de volkstelling van 2010 wonen er 11.016 mensen in Signal Hill. De etnische samenstelling van de bevolking is als volgt: 42,2% blank, 20,4% Aziatisch, 13,6% Afro-Amerikaans, 1,2% van de eilanden van de Stille Oceaan en 0,8% indiaans. Ten slotte geeft 16,1% aan van een ander ras te zijn en 5,7% van twee of meer rassen. Van de totale populatie identificeert 31,5% zich als Hispanic of Latino.